# FAM25A
FAM25A (англ. Family with sequence similarity 25 member A) – білок, який кодується однойменним геном, розташованим у людей на 10-й хромосомі. Довжина поліпептидного ланцюга білка становить 89 амінокислот, а молекулярна маса — 9 320.
| 10         |  | 20         |  | 30         |  | 40         |  | 50         |
| ---------- |  | ---------- |  | ---------- |  | ---------- |  | ---------- |
| MLGGLGKLAA |  | EGLAHRTEKA |  | TEGAIHAVEE |  | VVKEVVGHAK |  | ETGEKAIAEA |
| IKKAQESGDK |  | KMKEITETVT |  | NTVTNAITHA |  | AESLDKLGQ  |  |            |

A: Аланін

D: Аспарагінова кислота

E: Глутамінова кислота

G: Гліцин

H: Гістидин

I: Ізолейцин

K: Лізин

L: Лейцин

M: Метіонін

N: Аспарагін

Q: Глутамін

R: Аргінін

S: Серин

T: Треонін